# 마왕학원의 부적합자 ~사상 최강의 마왕인 시조, 전생해서 자손들의 학교에 다니다~

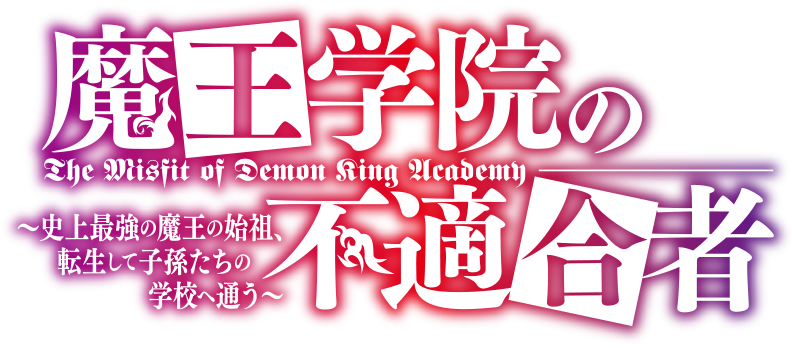

마왕학원의 부적합자(魔王学院の不適合者 〜史上最強の魔王の始祖、転生して子孫たちの学校へ通う〜, 마왕학원의 부적합자 ~사상 최강의 마왕인 시조, 전생해서 자손들의 학교에 다니다~)는 슈우(원작), 시즈마 요시노리(일러스트)가 원작한 일본의 라이트 노벨 소설 작품이다. 「소설가가 되자」에서 2018년 3월부터 전격 문고(KADOKAWA)에서 간행.

## 줄거리
2천년 전. 신화의 시대에 인간, 정령, 신을 멸망시키고 포학하기 이를 데 없던 마왕 아노스 볼디고드는 끊임없는 전쟁에 염증을 느껴 마왕성 델조게이드에게 용자 카논, 대정령 레노, 창조신 밀리티아를 초대하여 전쟁을 끝내기 위한 화목을 제의한다. 그 내용은 원한을 없애기 위해 마왕의 목숨과 맞바꿔 인간계, 마계, 정령계, 신계 등 4개 세계를 1천년은 지워지지 않는 벽으로 가로막고 자신은 2천년 후에 환생한다는 것이었다.
2천년 후. 마법의 시대에 전생의 기억을 가진 채, 한 인간 부부의 자녀로 환생한 아노스는 세계의 마법 수준이 2천년 전과는 비교할 수 없을 만큼 저차원임을 알게 된다. 그런 아노스에게 마왕학원의 초대장이 도착한다. 그 학원은 옛날 마왕성 델조게드였다.
입학시험에서 아노스는 마족소녀 미샤 네크론을 알게돼 둘 다 합격하지만 마력량 검사와 적성검사 결과 아노스는 학원에서 첫 부적합자로 낙인찍히고 만다. 그리고 환생한 시대에서 포학의 마왕으로 알려진 사람이 자신이 아니라 아보스 딜헤비아라는 이름의 인물임을 알게 된다.
평화가 찾아왔을 2천년 후로 다가온 불합리를, 마왕의 불합리가 완전히 멸망시킨다.